# Hans-Klein-Medienpreis
Die Fernseh Akademie Mitteldeutschland e.V. (FAM) verlieh von 1998 bis 2004 alljährlich zu Ehren ihres am 26. November 1996 verstorbenen Gründungspräsidenten Hans Klein den Hans-Klein-Medienpreis. Der Preis wurde für hervorragende Leistungen im Bereich politischer Berichterstattung in deutscher Sprache im Fernsehen verliehen.

## Preisträger
1998
- Sigmund Gottlieb und Wolfgang Kenntemich (für den gemeinsam produzierten ARD-Schwerpunktabend Kampf um Jobs – Wo sind die neuen Arbeitsplätze?)[1]

1999
- Guido Knopp (für die Serie Die Kanzler – Die Mächtigen der Bundesrepublik)[2]
- Jan Peter (für Aufstand der Träumer: Drei Tage im August 1989)

2000
- Monika Martin und Boris Claudi (für die zwölfteilige Dokumentationsserie Freiheit wagen! Ein Tagebuch der Wende)[3]

2001
- Peter Kloeppel
- Maybrit Illner (für ihre Moderation der ZDF-Talkshow Berlin Mitte)[4]
- Britta Wauer (Nachwuchspreis für die Dokumentation Heldentod – Der Tunnel und die Lüge)

2002
- Dieter Kronzucker (für sein Lebenswerk)[5]
- Peter Kloeppel und Andre Zalbertus (für die vierteilige Dokumentationsreihe Kanzler, Krisen, Koalitionen)
- Chefredaktion des MDR Fernsehens (Nachwuchspreis)

2003
- Heiner Bremer (für sein Lebenswerk)
- Britt Beyer (für das Kleine Fernsehspiel Der junge Herr Bürgermeister)[6]
- Kathi Reichenbach und Team Leipzig-Fernsehen (Nachwuchspreis für ihren Beitrag The Lionking über einen lokalpolitischen Konflikt zwischen der Stadt Leipzig und einem Unternehmer)

2004
- Stephan Lamby und Michael Rutz (für ihre zweiteilige NDR-Dokumentation Helmut Kohl – Ein deutscher Kanzler)[7]
- Hans Mahr (für sein Lebenswerk)
- Gunnar Dedio und Team (für die die Reihe Damals in der DDR)